# Міл Мюндт
Еміл Густав «Міл» Мюндт (нід. Emil Gustav Mundt, 30 травня 1880, Сукабумі, Голландська Ост-Індія — 17 липня 1949, Роттердам) — нідерландський футболіст, гравець клубу ГВВ (Гаага).

## Життєпис
Мундт провів загалом 320 матчів за ГВВ (Гаага) між 1899—1916 роками, вигравши чемпіонат Нідерландів шість разів. Також в 1903 році став володарем Кубка Нідерландів. ГВВ у фіналі переміг ГБС з рахунком 6:1.
У 1900 році Мюндт у складі ГВВ брав участь у першому розіграші Кубка Ван дер Стратен Понтоз, який можна вважати одним з предків Кубка європейських чемпіонів. Участь у турнірі брали 7 клубів з 4 країн — Бельгії, Нідерландів, Швейцарії і Франції, в тому числі, чемпіони трьох перших країн. В чвертьфінальному матчі клуб Мюндта переміг бельгійський «Леопольд» з рахунком 8:1. У півфіналі ГВВ переграв ще один бельгійський клуб «Расінг» з рахунком 3:0 (брюссельська команда виставила на цей матч дублюючий склад), але у фіналі програв амстердамському клубу РАП з рахунком 1:2. Джерело повідомляє, що Міл Мюндт виступав на цьому турнірі у складі ГВВ як запрошений гість з клубу «УД Девентер».
У 1908—1909 роках зіграв чотири матчі за збірну Нідерландів, де був капітаном.
Був учасником літніх Олімпійських ігор 1908 року в Лондоні, де футбол вперше став офіційною частиною олімпійської програми. Після того як Угорщина та Богемія зняли свої команди, Нідерланди без боротьби вийшли в півфінал. Там команда зазнала поразки від майбутніх олімпійських чемпіонів — Великої Британії, яку представляла Аматорська збірна Англії. Завоював з командою бронзові медалі завдяки перемозі над Швецією з рахунком 2:0.
Наприкінці 1920-х і на початку 1930-х років разом з Генком Гербертсом і Карелом Лотсі він був членом комітету ФФН з відбору гравців до національної збірної Нідерландів.
Міел Мундт також був чемпіоном Голландії з тенісу серед чоловіків у парному розряді в 1901 і 1902 роках.

## Титули і досягнення
- Бронзовий призер Олімпійських ігор (1):

Нідерланди: 1908
- Чемпіон Нідерландів (6):

ГВВ (Гаага): 1901, 1902, 1903, 1905, 1907, 1910
- Володар Кубка Нідерландів (1):

ГВВ (Гаага): 1903
- Фіналіст Кубка Ван дер Стратен Понтоз (1):

ГВВ (Гаага): 1900

## Статистика

### Статистика виступів за збірну
| Дата       | Місто     | Господарі       | Результат | Гості      | Турнір               | Голи | Примітки                 |
| ---------- | --------- | --------------- | --------- | ---------- | -------------------- | ---- | ------------------------ |
| 22-10-1908 | Лондон    | Велика Британія | 4 – 0     | Нідерланди | ОІ 1908 - 1/2 фіналу | -    |                          |
| 25-10-1908 | Гаага     | Нідерланди      | 5 – 3     | Швеція     | товариський матч     | -    |                          |
| 21-3-1909  | Антверпен | Бельгія         | 1 – 4     | Нідерланди | товариський матч     | -    |                          |
| 12-4-1909  | Амстердам | Нідерланди      | 0 – 4     | Англія     | товариський матч     | -    | Аматорська збірна Англії |
| Усього     |           | Матчів          | 4         |            | Голів                | 0    |                          |